# The Saturn Awards
The Saturn Awards er en prisuddeling til film, tv-serier og hjemmevideoer, der især belønner science-fiction, fantasy og horror.
| Fjernsyn | Spire Denne artikel om et tv-program er en spire som bør udbygges. Du er velkommen til at hjælpe Wikipedia ved at udvide den. |